# Maymand
Maymand (farsi میمند) è un villaggio dello shahrestān di Shahr-e-Babak, circoscrizione Centrale, nella provincia di Kerman. 
Si trova a 36 km da Shahr-e-Babak, a 2.227 m s.l.m.30°13′N 55°22′E. È un villaggio preistorico dove i pochi abitanti, circa un centinaio, vivono ancora dentro le grotte.